# 에이리언 터미네이터
《에이리언 터미네이터》(영어: Alien Terminator)는 1996년에 개봉한 미국의 영화이다.

## 캐스팅
- 마리아 포드
- 로저 핼스턴
- 에밀 레비세티
- 리사 보일
- 케빈 엘버
- 밥 맥파랜드